# Sistema Montejunto-Estrela

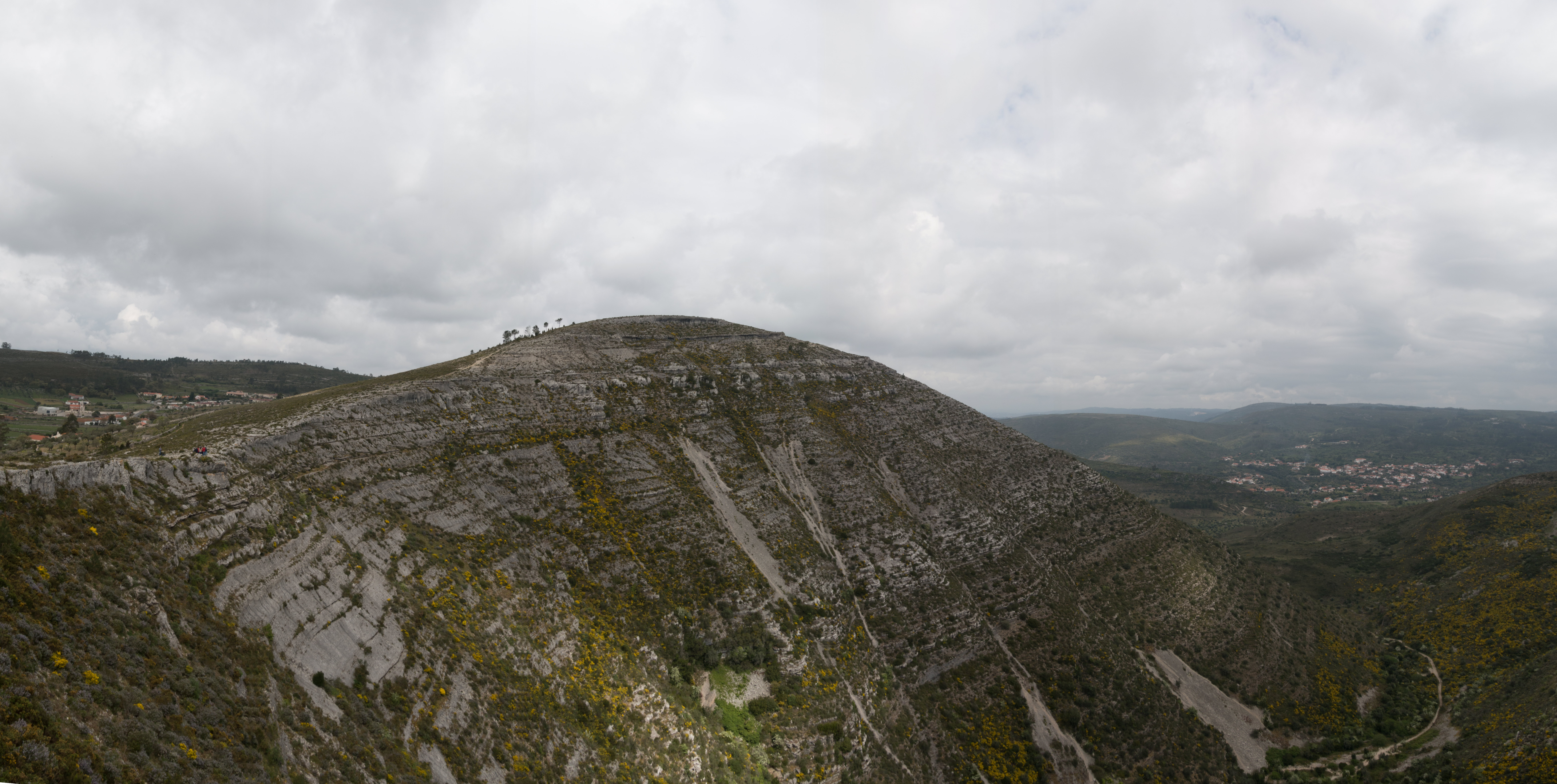
Encosta da Serra de Aire e Candeeiros no sistema montanhoso Montejunto–Estrela.

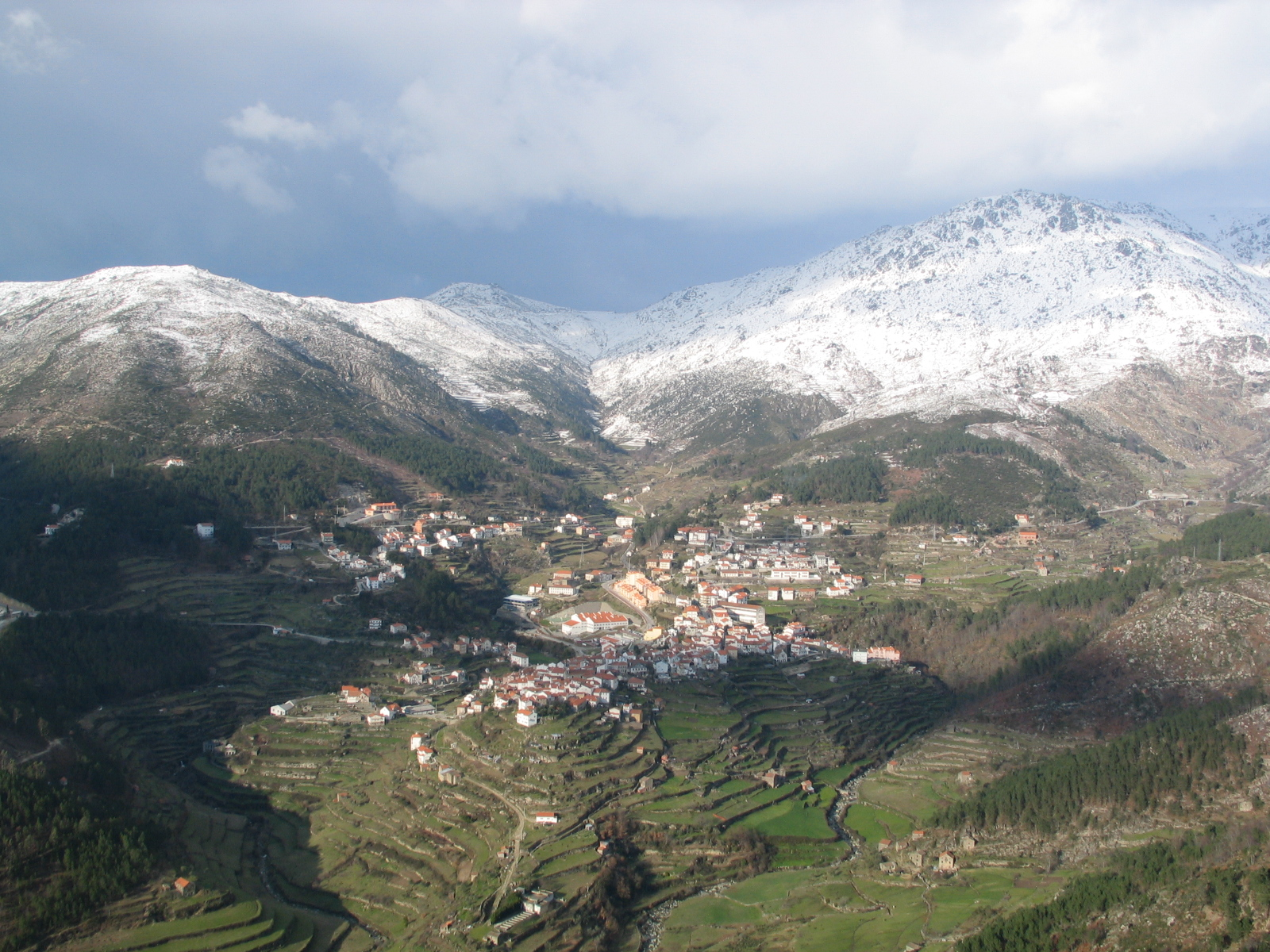
Encosta da Serra da Estrela.

O Sistema Montejunto–Estrela é uma cordilheira que atravessa diagonalmente o território de Portugal Continental, de sudoeste para nordeste, na Região do Centro. Como o próprio nome indica, este sistema montanhoso tem início na Serra de Montejunto, continua pelas serras de Aire e Candeeiros (no Maciço Calcário Estremenho), de Sicó, da Lousã, do Açor, e termina na Serra da Estrela.
Estas serras constituem uma barreira orográfica aos ventos que, vindos de noroeste ou sudoeste, são obrigados a subir, arrefecendo e condensando a humidade que transportam, o que origina chuva nas vertentes expostas a esses ventos (chuva orográfica).